# Litex Commerce
Die Litex Commerce JSC (bulgarisch: Литекс) ist eine bulgarische Holdinggesellschaft deren Tochterunternehme in unterschiedlichen Wirtschaftsbereichen wie zum Beispiel Energie, Tourismus, Lebensmittel, Immobilien und Transport tätig sind. Unter der Marke "Litex" werden unter anderem Mineralölprodukte angeboten und Tankstellen betrieben. Litex Commerce JSC ist auch der Sponsor des bulgarischen Sportvereins Litex Lowetsch.